# Colònia Puig
La colònia Puig és una entitat de població i colònia d'estiueig del municipi de Marganell, a la comarca del Bages. L'entitat de població es troba al vessant oriental de la muntanya de Montserrat, a la carretera que puja des de Monistrol al monestir de Montserrat i prop del monestir de Sant Benet de Montserrat, ocupat per monges Benedictines.